# Robinson Helicopter Company
Robinson Helicopter Company — американська компанія, що базується в місті Торренс, штат Каліфорнія, один з найкрупніших світових виробників цивільних вертольотів.
Заснована в 1973 році Френком Робінсоном, ексспівробітником Bell Helicopter та Hughes Helicopter Company.
Перший гелікоптер було поставлено ув1979 році.
За станом на листопад 2007 року було випущено більш ніж 8000 вертольотів.
На сьогодні серійно виробляються три моделі:
- двомісний Robinson R22,
- чотиримісний Robinson R44,
- п'ятимісний Robinson R66 з двигуном Rolls-Royce RR300. Виробляється з  2010 року.

Відмінність гелікопетерів компанії — дволопатева схема несучого гвинта, що розташований на високій підставці над кабіною.
Окрім гелікоптерів, компанія виробляє стандартизовані гелікоптерні майданчики "Robinson Helipad" для установки на дахах будівель.

## Галерея

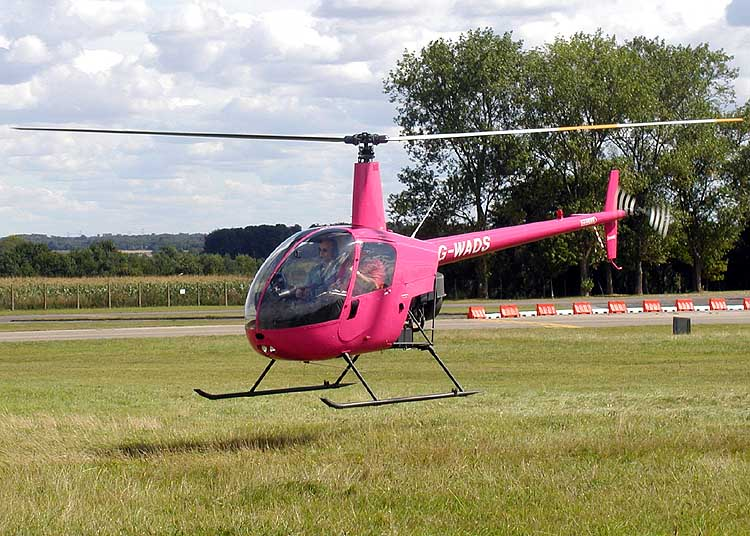
Robinson R22
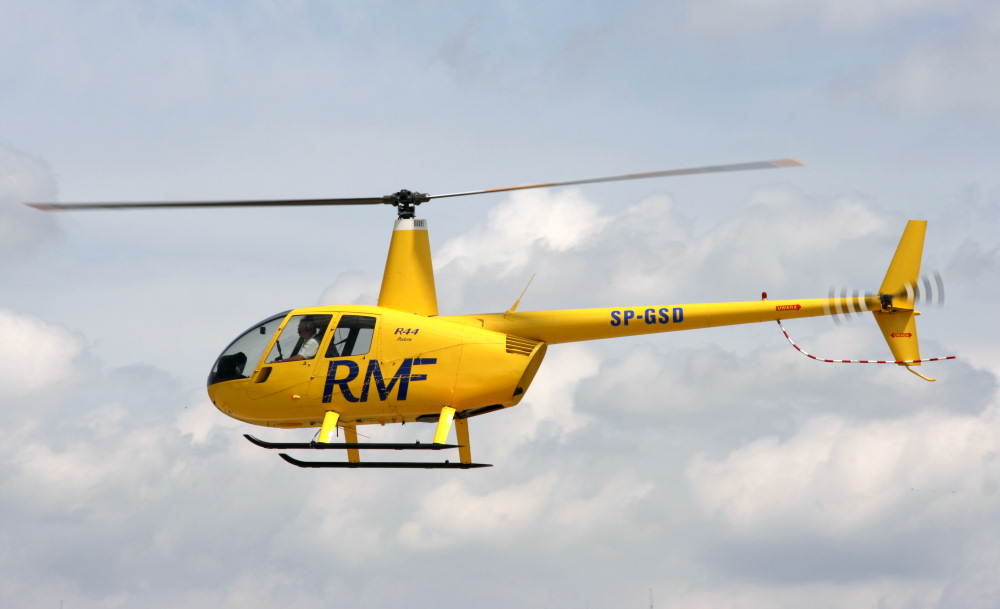
Robinson R44
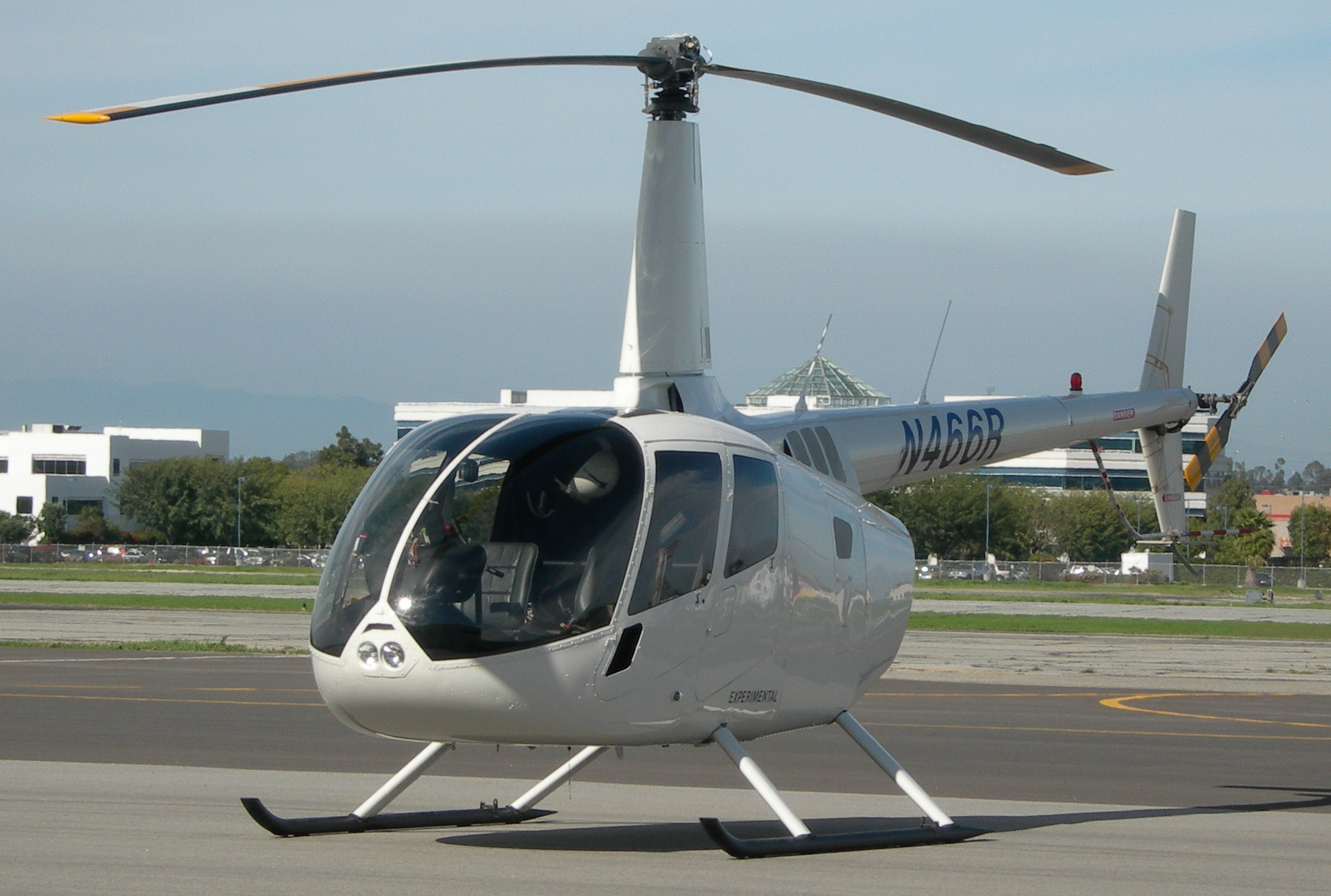
Robinson R66